# Mladeč
Mladeč är en ort i Tjeckien.   Den ligger i regionen Olomouc, i den östra delen av landet, 190 km öster om huvudstaden Prag. Mladeč ligger 242 meter över havet och antalet invånare är 787.
Terrängen runt Mladeč är platt åt nordost, men åt sydväst är den kuperad. Runt Mladeč är det ganska tätbefolkat, med 75 invånare per kvadratkilometer. Närmaste större samhälle är Litovel, 4,1 km öster om Mladeč. Trakten runt Mladeč består till största delen av jordbruksmark.